# パキスタンの核実験 (1998年)
パキスタンの核実験は、1998年5月28日と5月30日にパキスタンのバローチスターン州チャーガイ地区ラースコー丘陵において行われた地下核実験。
コードネームは実験が行われた場所に因み「チャーガイ I（Chagai-I）」。

## 概要
1976年からパキスタン原子力委員会（PAEC）が実験候補地としてバローチスターン州チャーガイ地区の山を視察するなどし、責任者の一人だったアブドゥル・カディール・カーンによれば、ズルフィカール・アリー・ブットーと毛沢東の合意から中華人民共和国との核開発協力は始まり、ムハンマド・ジア＝ウル＝ハクもこれを引き継ぎ、核兵器の設計図（後にリビアへの査察でも確認されている）と遠心分離機やウランは中国から提供されたという。
インドのシャクティ実験（5月11日と5月13日に計5回実施）に対抗し、核実験は1998年5月28日に5回実施された。ナワーズ・シャリーフ首相（当時）は国営テレビPTVを通じて実験の成功を発表。実験の映像も公表された。総出力は40キロトン。
5月30日にも核実験が行われた。

## 疑惑
5月30日に行われた核実験で使われた核爆弾は、プルトニウム型であった。しかし、パキスタンは保有する核爆弾は全て高濃縮ウラン型であると公言していた。一方、北朝鮮の核兵器はプルトニウム型である。
また、パキスタンは北朝鮮から弾道ミサイル「ノドン」を購入しており、「ガウリ」という名前の弾道ミサイルになっている。日本の軍事評論家である江畑謙介などが、こうした事実により、5月30日の核実験は北朝鮮が保有する核爆弾の代理実験であったのではないかと主張している。
- 2004年2月27日、『ニューヨーク・タイムズ』は「パキスタンの核実験の際、アメリカの偵察機が大気中のサンプルを採取し、当時のパキスタンの核開発にはまだ存在しないと考えられたプルトニウムを検出。これは北朝鮮由来のプルトニウム型原子爆弾を、パキスタン国内で爆破実験をした疑いがある」と報じた[3]。
- 2012年5月17日、NHKは、英国王立防衛安全保障研究所研究員の秋元千明（元NHK解説委員）を招いて特集を組み、その中で米英の情報機関は、北朝鮮が1998年にパキスタンに代理核実験を依頼し、実行した可能性が高いと認識していると報じた[4]。